# Нолитова награда
Нолитова награда додељивана је од 1962. до 2004. за најбоље дело из Нолитове продукције.
Награда је установљена 1962. приликом отварања прве Нолитове „Пролећне изложбе” и годишње додељивана за најбоље дело из Нолитове продукције. Додељивана је за оригинално књижевно дело и за превод, а састојала се од повеље и новчаног износа. Награду је додељивао жири састављен од уредника Нолита.

## Добитници награде за оригинално књижевно дело
Награду су добили следећи књижевници:

#### Од 1962. до 1970.
- 1962 — Вита Цветковић, за књигу Извештај пише ко преживи.
- 1963 — Михаило Лалић, за књигу Лелејска гора.
- 1964 — Леонид Шејка, за књигу Трактат о сликарству.
- 1965 — Никола Милошевић, за књигу Антрополошки есеји.
- 1966 — Божидар Тимотијевић, за књигу Вечерње.
- 1967 — Борислав Радовић, за књигу Братство по несаници.
- 1968 — Владан Радовановић, за књигу Пустолина.
- 1969 — није додељена
- 1970 — Звонимир Костић, за књигу Родослов.

#### Од 1971. до 1980.
- 1971 — није додељена
- 1972 — Ранко Бугарски, за књигу Језик и лингвистика.
- 1973 — Божидар Милидраговић, за књигу Рад извора.
- 1974 — Ото Бихали Мерин, за књигу Јединство света у визији уметности.
- 1975 — Боба Благојевић, за књигу Све звери што су с тобом.
- 1976 — (?)
- 1977 — Александар Тишма, за књигу Употреба човека.
- 1978 — није додељена
- 1979 — Бора Ћосић, за књигу Тутори.
- 1980 — Сретен Марић, за књигу Пропланци есеја.

#### Од 1981. до 1990.
- 1981 — Милош Комадина, за књигу Речник меланхолије.
- 1981 — Касим Прохић, за књигу Призма и огледало.
- 1982 — Јован Христић, за књигу Чехов, драмски писац.
- 1982 — Јован Деретић, за књигу Српски роман.
- 1983 — Павле Стефановић, за књигу Есеји.
- 1983 — Александар Ристовић, за књигу Нигде никог.
- 1984 — није додељена
- 1985 — Мирослав Поповић, за књигу Судбине.
- 1986 — Данијел Драгојевић, за књигу Расути терет.
- 1986 — Слободан Благојевић, за књигу Слика бојног савезника.
- 1987 — Богдан Богдановић, за књигу Круг на четири ћошка.
- 1987 — Звонко Марић, за књигу Огледи о физичкој реалности.
- 1988 — Миодраг Павловић, за књигу Поетика жртвеног обреда.
- 1989 — Јоан Флора, за књигу Млада сова на самртној постељи.
- 1989 — Душан Иванић, за књигу Мемоарска проза XVIII и XIX века.
- 1990 — Влада Урошевић, за књигу Хипнолис.
- 1990 — Павле Угринов, за књигу Топле педесете.

#### Од 1991. до 2004.
- 1991 — Душан Бандић, за књигу Народна религија Срба у 100 појмова.
- 1992 — Светислав Басара, за књигу Монголски бедекер.
- 1992 — Слободан Зубановић, за књигу Стратегија лирике.
- 1993 — Небојша Васовић, за књигу Музика роба.
- 1994 — Данило Николић, за књигу Краљица забаве.
- 1994 — Алек Вукадиновић, за књигу Тамни там и Беле басме.
- 1995 — (?)
- 1996 — Милица Мићић Димовска, за књигу Последњи заноси МСС.
- 1997 — Радован Бели Марковић, за књигу Лајковачка пруга.
- 1998 — (?)
- 1999 — Јасмина Марић, за књигу Кипарска абецеда.
- 1999 — Милосав Тешић, за књигу Изабране песме.
- 2000 — Јово Кнежевић, за књигу Корпица са сновима.
- 2001 — Матија Бећковић, за књигу Послушања.
- 2001 — Раде Танасијевић, за књигу Потпор.
- 2002 — Братислав Р. Милановић, за књигу Поток.
- 2003 — (?)
- 2004 — Миленко Пајић, за књигу О врстама ћутања.